# Johannes Meerfeld

Johannes Meerfeld

Johannes Meerfeld (auch Johann Meerfeld, Jean Meerfeld) (* 16. Oktober 1871 in Euskirchen; † 20. Juni 1956 in Bonn) war ein deutscher Politiker (SPD).

## Leben und Wirken
Meerfeld wurde 1871 als Sohn eines Gärtners geboren. Nach dem Besuch der Volksschule erlernte er das Sattlerhandwerk. Seine Wanderjahre führten ihn unter anderem nach Hannover, Berlin, Süddeutschland und Österreich. 1893 stieß Meerfeld über die katholischen Gesellenvereine zur SPD. Ab 1900 arbeitete er als Redakteur in der sozialdemokratischen Presse: im Kaiserreich schrieb er vor allem für die Rheinische Zeitung, der er ab 1906 als leitender Redakteur vorstand, und Die Glocke in Köln.
Im Januar 1917 wurde Meerfeld als Ersatzmann des verstorbenen Adolf Hofrichter Mitglied des letzten Reichstages des Kaiserreiches, dem er bis zur Novemberrevolution von 1918 angehörte. Seit 1921 amtierte er zudem als Preußischer Staatsrat, ein Mandat, den er bis 1924 innehaben sollte. Die im Kölner Raum in der unmittelbaren Nachkriegszeit um sich greifende separatistische Bewegung, die eine Abtrennung des Rheinlandes von Deutschland und die Gründung eines eigenständigen Rheinland-Staates anstrebte (vgl. Rheinische Republik), lehnte Meerfeld ab.
Im Januar 1919 wurde Meerfeld in die Weimarer Nationalversammlung gewählt, in der er bis zum Juni 1920 den Wahlkreis 20 (Regierungsbezirk Köln und Aachen) vertrat. Anschließend gehörte er vom Juni 1920 bis zum Mai 1924 dem ersten Reichstag der Weimarer Republik als Abgeordneter des Wahlkreises 23 (Köln-Aachen) an.
Im Frühjahr 1920 wurde Meerfeld zum Beigeordneten der Stadt Köln gewählt. Nachdem der Kölner Oberbürgermeister Konrad Adenauer von der Zentrumspartei im Bemühen, die politische Basis der Kommunalregierung durch eine integrative Politik zu erweitern, den Sozialdemokraten in seine Regierungsmannschaft geholt hatte, oblag Meerfeld die Leitung des Dezernats für Kunst und Volksbildung der Stadt Köln. In dieser Eigenschaft war er mit der Beaufsichtigung und Förderung des Kulturbetriebes der Stadt, zumal der Theater, betraut. Die Beziehung zu Adenauer war trotz Meerfelds Ablehnung des politischen Katholizismus einerseits und trotz der konservativen, der Sozialdemokratie eher ablehnend gegenüberstehenden Einstellung Adenauers andererseits durch ein besonderes Vertrauensverhältnis geprägt.
In der SPD gehörte Meerfeld derweil der Bezirkskommission für die obere Rheinprovinz an. Bereits seit dem 1. Oktober 1919 war Meerfeld Inhaber der Ehrendoktorwürde der Universität zu Köln, die er seiner maßgeblichen Rolle bei der Gründung dieser Institution unmittelbar nach Kriegsende verdankte.
1933 wurde Meerfeld von den Nationalsozialisten in den Ruhestand geschickt.
Nach 1945 beteiligte er sich am Wiederaufbau der SPD in Westdeutschland. Er amtierte noch einmal kurzzeitig als Vorsitzender des Bezirks Mittelrhein, bevor er sich aus der Politik zurückzog. Seiner Partei blieb er allerdings noch bis zu seinem Tod 1956 verbunden. Meerfelds Grab befindet sich auf dem alten Friedhof in Bonn.
Als Autor legte Meerfeld mehrere politische Schriften vor, darunter eine Geschichte der Zentrumspartei.

## Schriften
- Der Krieg der Frommen. Materialien zur Zentrumsstreit. 1914.
- Die Deutsche Zentrumspartei. (= Sozialwissenschaftliche Bibliothek Bd. 3), Berlin 1918.
- Sein oder Nichtsein der Kölner Bühnen. Köln 1931.
- Die Zukunft der Kölner Theater. Köln 1932.